# Cadulto
Cadulto (anche Cadolto o Chadolt) (Piemonte, ... – Novara, 5 aprile 891) è stato un vescovo italiano.

## Biografia
Di stirpe alemanna, Cadulto nacque in data sconosciuta, in terra piemontese, dove iniziò la propria carriera ecclesiastica, divenendo ben presto monaco del Monastero di Reichenau. Era fratello di Liutvardo, arcicancelliere di Carlo il Grosso e vescovo di Vercelli.
Fu eletto vescovo di Novara ad agosto dell'882 e si preoccupò subito di mettere al sicuro le spoglie di Sant'Agabio, che vennero trasferite nella Cattedrale novarese per proteggerle dalle incursioni dei barbari magiari.
Morì a Novara il 5 aprile 891.